# إرنست بيتشيو
إرنست بيتشيو (المعروف باسم "بيك") هو رسام فرنسي وُلد في باريس في 9 أكتوبر 1826 وتوفي في 22 أغسطس 1893 في نفس المدينة.

## النشأة
ولد لويس إرنست بيتشيو في الدائرة السابقة بباريس، وهو ابن تيريز روزالي فيكتوار سيمونيه وجان بابتيست أنطوان بيتشيو.